# 邓颂九
邓颂九（1918年8月—2002年4月13日），男，湖南长沙人，中国化工能源和高效率换热设备专家，华南理工大学教授。

## 生平
1942年毕业于浙江大学化工系。1946年获美国密西根大学化学工程硕士学位。
1947年回国，任湖南大学教授。
1952年，院系调整调入华南工学院（现华南理工大学），获评三级教授。在丘哲和伯球的带动下加入中国农工党，并于1956年加入中国共产党。
1962年，受化学工业部委托，参与编制化学工程学规划。
2002年4月13日，逝世于广州。